# Jari (Rio Grande do Sul)
Jari é um município brasileiro do estado do Rio Grande do Sul. A origem do nome Jari é indígena e em língua tupi ou guarani significa rio do senhor ou pequeno riacho.

## História
A história do surgimento da localidade de Jari está ligada à ação dos jesuítas, no século XVIII. Onde hoje está situado o município havia uma fazenda de criação de gado dos jesuítas, chamada São Francisco Xavier de Jari (jari = pequeno riacho). Os riachos eram fundamentais para a localização dos caminhos utilizados pelos índios, com a orientação dos jesuítas. Esses caminhos se tornaram úteis para o deslocamento das "tropas", que se dirigiam da região norte do estado para as charqueadas que se localizavam especialmente na região sul do estado.
Com a expulsão dos jesuítas no final do século XVIII, a área foi reivindicada pelo senhor Peixoto junto ao império português, por doação em sesmarias.
Parte da área localizada no Distrito de Jari foi colonizada por alemães, poloneses, russos e alguns italianos.

## Geografia
Localiza-se a uma latitude 29º17'29" sul e a uma longitude 54º13'26" oeste, estando a uma altitude de 441 metros. Sua população estimada em 2004 era de 3.683 habitantes.

## Hino
Jari, universo deslumbrante,
Sua paisagem tem mais cores... Jari é um jardim da natureza, Tem encanto e beleza,
Nos faz poetas, sonhadores
"Terra de lutas e conquistas"
É o lema deste povo altaneiro, De gente que sabe o que quer, Tem Francisco Xavier
Como o santo padroeiro.
(Exaltação às características do município)
(Exaltação ao povo de Jari e proteção de S. Francisco Xavier)
Jari... Jari...
Terra de origem guarani Jari... Jari...
Um dia, os índios passaram por aqui.
foi na nascente da Toca
Que a sua história germinou, Quando uma tribo guarani, Seguindo rios, passando aqui, "Pequeno
Riacho" lhe chamou.
E desse divisor de águas Dos rios T oropi e Jaguari, Num elo da natureza, Por sua grande beleza
Nasceu o nosso Jarí.
(Referências históricas sobre as origens do município)
(Da nascente da Toca correm riachos que vão formar os rios Toropi e Jaguari.)
Jari... Jari
Terra de origem guarani Jari... Jari...
Abençoado seja o berço onde nasci.
Jari, ó torrão de gente forte". Da hospitalidade e chimarrão, iDe talentos e grandes valores
Idealistas, lutadores, Povo que tem tradição.
(Referênda à tradição, aos costumes e filhos ilustres)
(Referência à produção e às riquezas do município)
Jari, no seu pampa verde jante A soja tremula com vigor
E a pecuária, imponente,
É um tesouro da querência.
Tem futuro promissor!
Jari... Jari...
Terra de origem guarani Jari... Jari...
Abençoado seja o berço onde nasci.
Letra: Eloá silveira de Souza
Música: Syomara Herter Terra

## Pontos Turísticos
- Passo da Maria Inacia, Balneário Divisa dos Município de Jari com Quevedos.
- Rio Jaguari, Atrativo Natural, Divisa do município de Jari com Jaguari e Santiago.
- Cachoeira, Cachoeira,Assentamento Bela Vista.

## Atualidades
Ocorreu nos dias 1 a 2 de outubro de 2011 a 1ª Mostra Agropecuária e 1ª Feira de Terneiros, Terneiras e Vaquilhonas do Jari. Esta Feira visou mostrar o potencial socioeconômico e cultural do município, o evento marcou o lançamento de uma importante perspectiva de desenvolvimento de Jari, valorizando os produtores a agricultura familiar.Promovendo um remate de mais de 500 animais de elite. Sob a coordenação do agropecuarista, Paulo Silveira, e da coordenadora de projetos e convênios Tiana Streppel numa realização da Prefeitura Municipal de Jari. Tendo como soberanas da Feira a Rainha Liliane Resch Righi e as Princesas Santhiély Laksmi Silva Gomes e Layana Rosa dos Santos. A 2ª Mostra Agropecuária e 1ª Feira de Terneiros, Terneiras e Vaquilhonas do Jari foi realizada nos dias 4, 5 e 6 de outubro de 2013, com substancial aumento de público e comercialização de máquinas, implementos e animais, mostrando todo o potencial do Município na área do agronegócio. As soberanas da Feira foram Simone Resch (rainha), Caroline Ávila (1ª princesa) e Ana Natália Callai (2ª princesa).